# John Jellico
John Fletcher Jellico (* 24. Oktober 1856 in Limerick, Irland; † 9. August 1925 in Blundellsands, Merseyside) war ein britischer Segler.

## Erfolge
John Jellico gewann 1908 in London bei den Olympischen Spielen in der 12-Meter-Klasse die Silbermedaille. Bei der auf dem Firth of Clyde in Schottland ausgetragenen Regatta traten lediglich die beiden britischen Boote Hera und Mouchette, zu deren Crew Jellico gehörte, in zwei Wettfahrten gegeneinander an. Die Hera gewann beide Wettfahrten, sodass neben Jellico und Skipper Charles MacIver auch die übrigen Crewmitglieder William Davidson, James Baxter, Thomas Littledale, James Spence, J. Graham Kenion, Charles MacLeod-Robertson, John Adam und Charles R. MacIver den zweiten Platz belegten.
Jellico war das älteste von zehn Kindern einer irischen Familie, die ursprünglich als Kornhändler und Müller tätig war. Da sein Vater allerdings Makler für die Limerick Steamship Company wurde, zog die Familie nach Limerick, wo Jellico zur Welt kam. Auch er selbst wurde Schiffsmakler. Während des Ersten Weltkriegs diente er als Lieutenant in der Royal Naval Volunteer Reserve.